# 線分の比喩
線分の比喩（せんぶんのひゆ、英: analogy of the divided line）とは、プラトンが『国家』第6巻の中で、「善のイデア」を説明するのに用いたメタファー（比喩）/アナロジー（類比）の1つ。

## 内容
太陽の比喩を引き継ぐ形で、「善（のイデア）」と「太陽」の類似点をさらに説明するために、線分の比喩が語られる。

比較的内容に忠実な線分画像

ソクラテスはまず、「善」が君臨する思惟の対象となる種族・領域（可知界）と、「太陽」が君臨する見る対象となる種族・領域（可視界）を、思い描いた線分AB上に分割配置してもらう。後者の見られる対象がAC、前者の思惟される対象がCBと。
続いてその両者をさらに2分割して、「似像（類似物）」と「原物」をそれぞれに配置してもらう。
- CB : 思惟される対象（可知界）
  - EB : 原物
  - CE : 似像
- AC : 見られる対象（可視界）
  - DC : 原物
  - AD : 似像

すると、まず見られる対象（可視界）における似像（AD）とは、影・写像・鏡像などであり、その原物（DC）は周囲にある動物・植物・人工物の類の全体ということになる。
では、思惟される対象（可知界）における似像（CE）は何かというと、仮設（前提）の枠組み内で完結する体系や、DCすなわち可視界の原物である人工物を補助的に似像として活用するような営み、すなわち幾何学や算数などの学術によって把握されるものであり、その原物（EB）は何かというと、問答（対話・推論）の力によって仮設（前提）を踏み台としつつ上方へと進んで行く（帰納する）ことで把握される「万物の始原」や、そこから感覚される補助物を一切用いずに連絡（演繹）される「実相」（イデア）などである。
そしてソクラテスはこの4つに対応する魂の状態を、EBに対しては「ノエーシス」（直接知）、CEに対しては「ディアノイア」（間接知）、DCに対しては「ピスティス」（直接知覚）、ADに対しては「エイカシアー」（間接知覚）と名付ける。
- CB : 思惟される対象（可知界）
  - EB : 原物（問答の対象、始原）- ノエーシス（あるいは、エピステーメー）
  - CE : 似像（幾何学・算数・学術の対象、形式知）- ディアノイア
- AC : 見られる対象（可視界）
  - DC : 原物（動物・植物・人工物）- ピスティス
  - AD : 似像（影・写像・鏡像）- エイカシアー